# 埃姆登号轻巡洋舰
埃姆登号（德語：Emden）是德国国家海军于1920年代初单独建造的一艘轻巡洋舰，也是第一次世界大战结束后德国建造的首艘大型军舰。它由威廉港的国家海军船厂承建，于1921年12月开始架设龙骨、1925年1月下水，至1925年10月正式投入舰队服役。其设计在很大程度上受到了《凡尔赛条约》的限制和协约国裁军委员会的规定所影响。尽管排水量上限为6000长吨，但与当时建造的所有德国军舰一样，埃姆登号超出了这一规模限制。根据协约国的要求，它配备了八门从一战遗留下来的150毫米炮作为主舰炮，最高速度为29节。
埃姆登号的大部分服役生涯都是作为教练船使用；在战间期，它曾为训练军校学员而进行了数次环球巡航，期间多次到访东亚、美洲和印度洋地区。在1936－1937年的西班牙内战期间，它也曾短暂参与了非干预巡逻。第二次世界大战爆发后，该舰受命前往德国海岸外围布设雷区，并被一架撞向它的英国轰炸机炸损。1940年4月，作为占领挪威首都奥斯陆的部队的一份子，她还参加了入侵挪威的行动。此后，该舰恢复在波罗的海的培训任务。直至1941年9月被派往波罗的海舰队，并在入侵苏联期间负责支援德国的行动。培训职责于1942年恢复，并一直持续到1944年底，它才又参加了在斯卡格拉克海峡的布雷行动。在同年12月的一次搁浅事故中受损后，它前往柯尼斯堡进行维修。1945年1月，舰只加入了东普鲁士的撤离行动，以躲避苏联军队的推进。在基尔维修期间，埃姆登号一再受到英国轰炸机的破坏，为防止被击沉，它后来在港口外围搁浅。在战争的最后几天，它被炸毁以防止受俘。至1950年，其残骸最终在原地完成拆解报废。

## 设计
根据终结第一次世界大战的《凡尔赛条约》第181条规定，德国海军仅允许保留六艘小巡洋舰。第190条则将新巡洋舰的设计吨位限制在6,000長噸（6,100公噸）以内，并禁止新建直至需要更换的舰只舰龄届满二十年。由于德国保留的六艘巡洋舰都是在1899年至1902年间下水，其中最老旧的舰只——尼俄伯号、阿玛宗号、宁芙号、忒提斯号和美杜莎号，可以立即更换。因此第一艘新的轻巡洋舰，以“尼俄伯代舰（Ersatz Niobe）”为代号订购，于1921年展开设计工作。
国家海军希望尽快完成该舰的设计，并将成本控制在最低水平。为此，它们向协约国联合军事控制委员会提请许可，希望使用报废舰艇上的蒸汽轮机、锅炉和司令塔来完成尼俄伯代舰，但遭到委员会的否决。海军还希望为新舰采用四座双联装炮塔的武器装备，但委员会同样否决了双联装炮塔的设计，仅允许使用现有备用武器库中的150（5.9英寸）口径炮。名义上，埃姆登号仍在《凡尔赛条约》规定的6000长吨的限制范围内，实际上其满载排水量却超出了这个限制近1,000長噸（1,000公噸）。1923年，在埃姆登的建造工作开始后，德国人提议使用1922年《华盛顿海军条约》中对标准排水量的定义，该定义远远小于满载排水量。协约国同意了这一变化，因此，埃姆登号的标准排水量刚好低于6000吨的限额，被追溯为合法。
舰只是根据一战后期未建成的小巡洋舰“卡尔斯鲁厄代舰”的蓝图所建造，主要原因是当时设计人员短缺和海军舰艇测试研究所已关闭，而卡尔斯鲁厄代舰号的蓝图却仍然可用。这个过时的设计完工后，它在服役中被证明是令人失望的，主要是因为它仅装备有六门孱弱的150毫米炮。尽管如此，该舰还是从早期的设计中取得了重大进步，包括使用大规模的焊接施工和显著更高效的推进装置，使其巡航半径较旧舰提升了50%，这对于在1920－1930年代进行的扩展训练巡航相当重要。

### 整体特征
埃姆登号的全长和水线长度分别为155.1（508英尺10英寸）和150.5（493英尺9英寸）、有14.2（46英尺7英寸）的舷宽和5.3（17英尺5英寸）的设计吃水；在标准载荷下，吃水深度为5.15（16英尺11英寸），而在作战载荷下则可增至5.93（19英尺5英寸）。舰只的设计排水量为5,960長噸（6,060公噸）、标准排水量为5,300長噸（5,400公噸）、作战排水量则为6,990長噸（7,100公噸）。船体采用纵肋钢框架构造，分为十七个水密舱室和一个占龙骨长度比重为56%的双层船底。其水线装甲带有50（2.0英寸）厚；装甲甲板的厚度为20至40（0.79至1.57英寸），司令塔的则厚达100（3.9英寸）。
埃姆登号的标准船员编制为19名军官和464名水兵。在担任军校学员训练舰期间，其船员则由29名军官、445名水兵和162名学员组成。1940年以后，舰只的标准编制增加至26名军官和556名水兵；而在沦为教练船后，它则可搭载30名军官和653名水兵。埃姆登号配备有六艘小型舰载艇。它被视为良好的远洋船具，在涌浪中的下风舵较轻且运动轻柔。舰只易于操纵，但应舵较慢。转向由单个大方向舵控制。它在顶头浪中只有轻微的速度损失，但在急转弯时的失速则高达60%。其稳心高度为.79（31英寸）。

### 机械装置

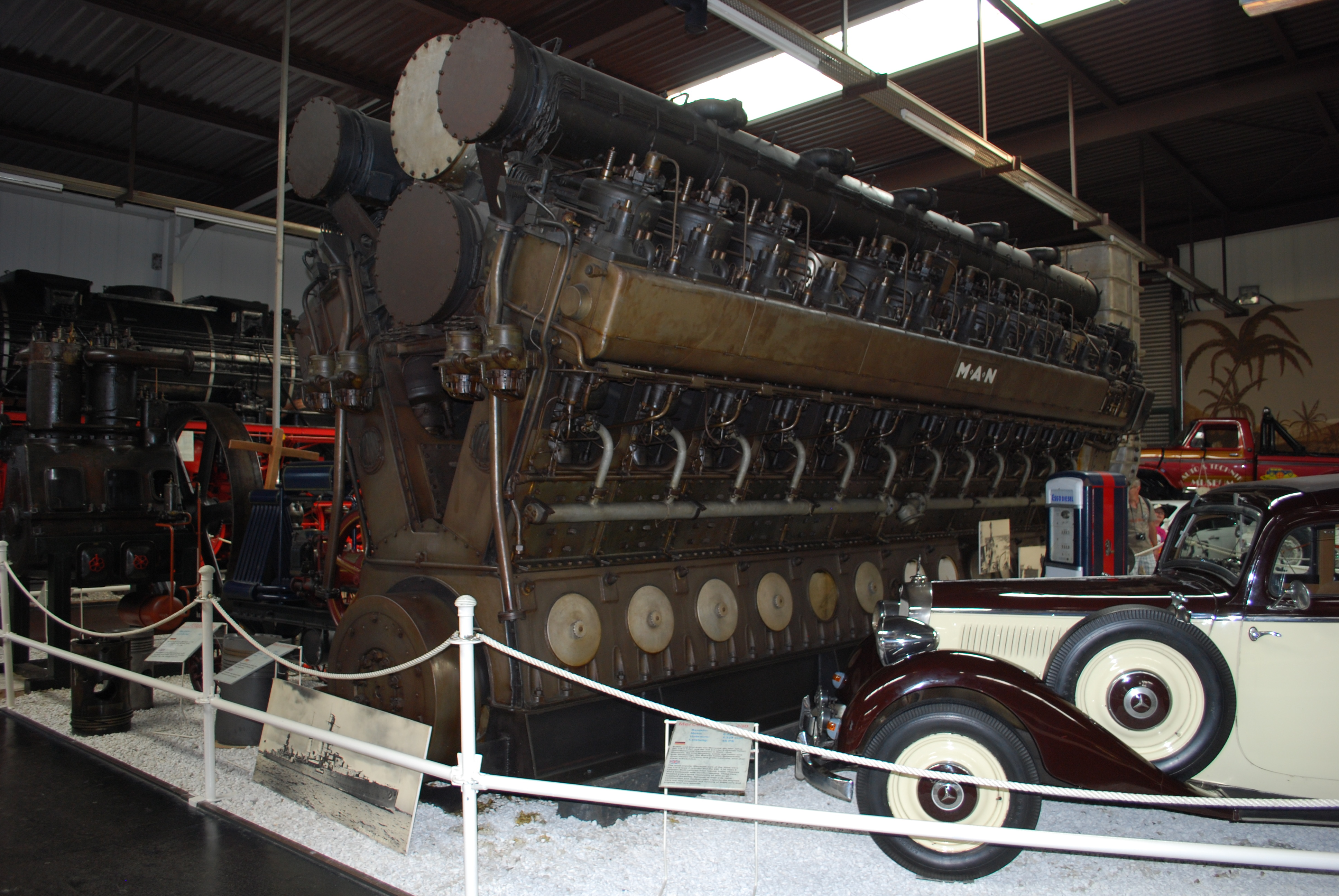
为埃姆登号制造的替换发动机

埃姆登号由两组布朗-博韦里公司生产的齿轮减速式蒸汽轮机提供动力，各负责驱动一副直径为3.75（12英尺4英寸）的三叶螺旋桨。蒸汽来自于四台燃煤式船用锅炉和六台燃油式船用锅炉，它们被分入四个锅炉舱。发动机的额定功率为46,500匹軸馬力（34,700千瓦特），最高速度为29節（54每小時）。但在速度实验中，其发动机所能达到的最大功率和最高速度分别为45,900匹軸馬力（34,200千瓦特）和29.4節（54.4每小時）。舰只的设计贮煤量为300公噸（300長噸），但通过利用额外的空间则可使贮煤量提高至875公噸（861長噸）。根据设计，燃油容量为200公噸（200長噸），通过额外的燃料舱则可高达1,170公噸（1,150長噸）。这使得舰只在12節（22每小時）的速度下的航行距离高达6,700海里（12,400）；若将速度提升至18節（33每小時），则续航里程会降至5,200海里（9,600）。电力由两组各有三台发电机的系统提供，可在220伏特的电压下输出420千瓦特（560匹馬力）的总电功率。

### 武器装备
埃姆登号的主舰炮本应为八门安装在四座双联装炮塔内的150毫米55倍径速射炮，但协约国裁军当局拒绝批准这款武器。相反，它在单座炮塔中安装了既有库存中的150毫米45倍径速射炮。炮架为C/16型，它们在发射45（99磅）炮弹的初速为835每秒（2,740英尺每秒）。炮管的仰角可提升至40°，最大射程为17,600（19,200碼）。它们共提供960发弹药，其中每炮120发。埃姆登的防空武器由两门88毫米45倍径高射炮组成，后续又增至三门。它们总共备有900至1200发弹药。根据设计，舰只将在甲板上搭载八具500（20英寸）鱼雷管的双发射装置，但至竣工时仅安装了四具。在1934年，它们被更具威力的533（21.0英寸）管所取代。舰只共可携带12枚鱼雷。
在1938年，埃姆登号的防空武器得到加强。它获得了两门（后期增至四门）30式37毫米速射炮以及多达十八门30式20毫米高射炮。舰只还增加了贮存120枚水雷的能力。1942年，四具鱼雷发射器中的两具被拆除，并重新装备了一种150毫米口径火炮。该炮为Tbts KC/36型，主要设计用于驱逐舰。它能够以更高的初速，即875每秒（2,870英尺每秒）发射略轻的40（88磅）炮弹。炮管可提升至47°仰角，最大射程为23,500（25,700碼）。至1945年，埃姆登号的防空武器是由九门37毫米炮和六门20毫米炮所组成。

## 服役历史

### 建造－1931年

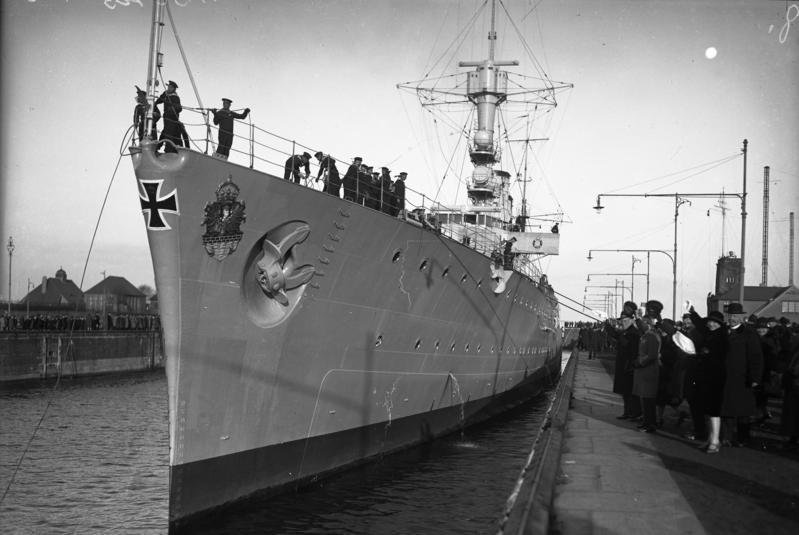
埃姆登号泊港，1928年

1921年12月8日，埃姆登号在威廉港的国家海军船厂开始架设龙骨。因受到1920年代德国政局的动荡和财政短缺的影响，导致舰只的工期延误，至1925年1月7日才下水。在下水仪式上，由时任海军指挥部长的汉斯·曾克尔上将发表演说；而已故海军上校卡尔·冯·穆勒的遗孀则主持为舰只命名——他是曾在第一次世界大战期间指挥第一代埃姆登号的末任舰长。九个月后，新巡洋舰于1925年10月15日正式投入舰队服役。作为海军学员的训练舰，埃姆登号被分配至北海海军基地；它在入役后即展开海上试航，但这些试航因舰只需要在国家海军船厂进行改装而中断，其中包括重建作战桅杆。当所有工作于1926年完成后，它开始进行单舰训练，并曾多次造访北欧海域的外国港口。1926年8月和9月，它参加了年度舰队演习，后于10月再次返回船厂，以增加后部烟囱高度，从而与前部相匹配。埃姆登号在当时被分配至海军训练监察局。
1926年11月14日，埃姆登号从威廉港开始了它的第一次远洋巡航训练。舰只绕着非洲向南航行，穿过印度洋，并在科科斯群岛停留——第一代埃姆登号的残骸仍然保留在那里。船员们于1927年3月15日在当地举行悼念仪式，然后继续前往东亚海域。在穿越北太平洋到阿拉斯加之前，它造访了日本的港口，然后沿着北美西海岸航行，沿途在多个港口经停。埃姆登号继续向南穿过中美洲和南美洲海域，跨越大西洋后转向北行，于12月25日来到巴西的里约热内卢。它再经由亚速尔群岛和西班牙的比拉加尔西亚返回德国，至1928年3月14日抵达威廉港。
埃姆登号在该年余下的大部分时间内都在为12月5日开始的下一次大规模巡航做准备。到那时，该舰已由海军少校洛塔尔·冯·阿尔诺·德·拉·佩里耶担任舰长，他于9月登舰就职。舰只驶往地中海，在土耳其的伊斯坦布尔作停留，然后向南通过苏伊士运河，穿越印度洋至荷属东印度，继而到达澳大利亚。然后，埃姆登号横渡太平洋前往夏威夷，接着去往美国西海岸。此后，它向南航行经由巴拿马运河来到加勒比海。接下来，舰只驶向加那利群岛的拉斯帕尔马斯，并最终于1929年12月13日返抵威廉港。

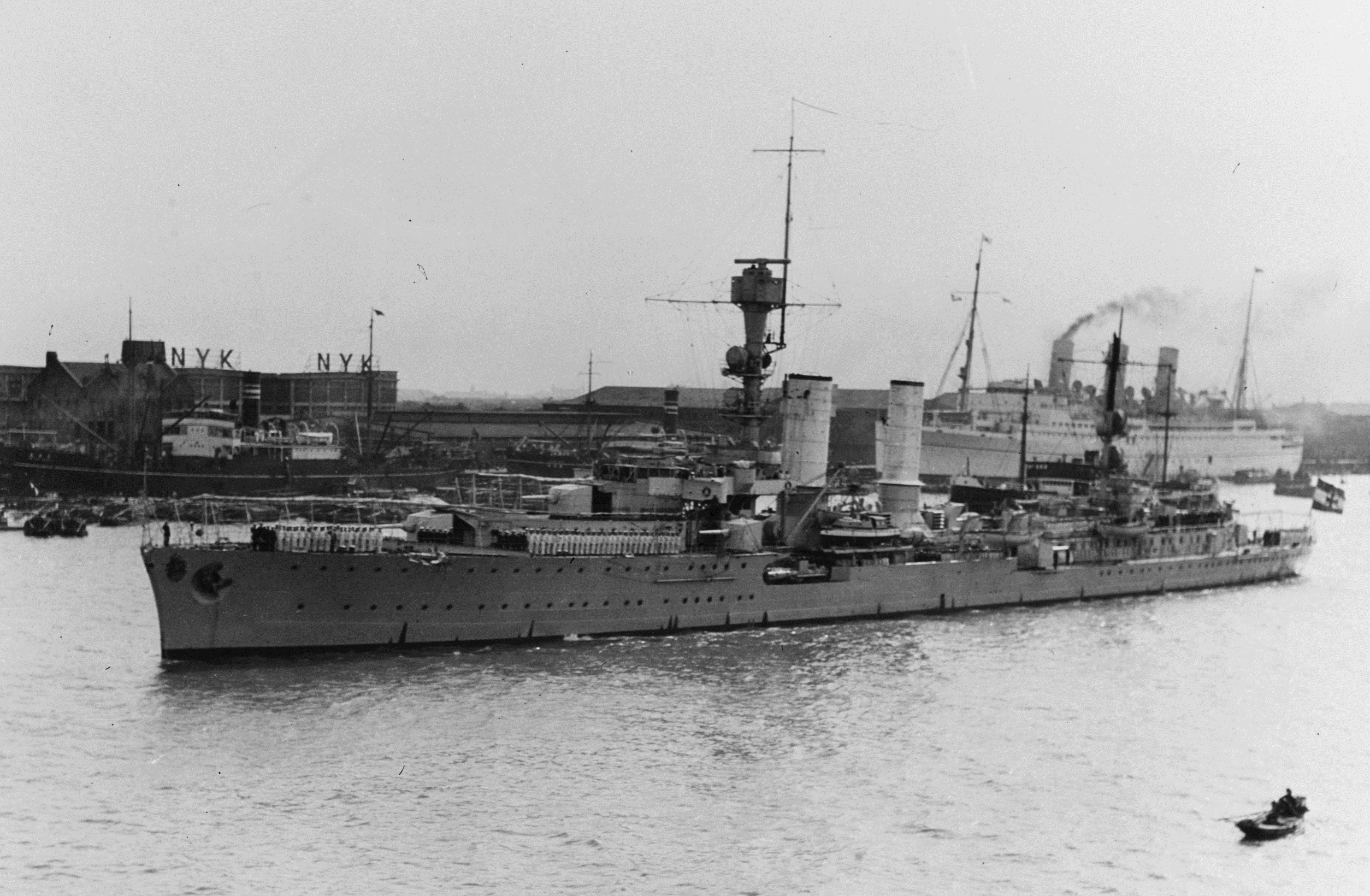
埃姆登号于1931年离开上海

1930年1月13日，埃姆登号再度驶离威廉港，开启它的第三次海外之旅。它进入大西洋，在马德拉岛稍作经停，然后穿越加勒比海的几个港口，包括美属维尔京群岛的圣托马斯、美国的新奥尔良和查尔斯顿、牙买加的京斯敦以及波多黎各的圣胡安等。接下来，该舰再次横越大西洋，中途在拉斯帕尔马斯和圣克鲁斯-德特内里费停留，然后于1930年5月13日返抵威廉港。在那里，它驶入船厂进行了全面的检修。同年10月，海军中校罗伯特·维特赫夫特-埃姆登接任该舰舰长。
埃姆登号于1930年12月1日展开又一次海外巡航。在进入地中海之前，它先是航行至西班牙的维戈。在克里特岛的索达湾稍作停留后，继而穿越苏伊士运河、横渡印度洋直至荷属东印度的沙璜，期间曾分别经停亚丁、科钦、科伦坡、亭可马里和布莱尔港。随后，埃姆登号造访了东南亚、中国、日本和太平洋的众多港口，包括有曼谷、维多利亚、马尼拉、南京、上海、长崎、大阪、新岛、敦贺、函馆、小樽、横滨和关岛。接下来，埃姆登穿越印度洋，在经停毛里求斯后抵达南非；在那里，它先后驻泊于德班和东伦敦，一组舰官则前往约翰内斯堡，受到了南非总理巴里·赫尔佐格的接见。在返回德国途中，舰只先后在葡属西非的洛比托和罗安达、以及西班牙的拉斯帕尔马斯和桑坦德经停。它于1931年12月8日抵达威廉港。

### 1932－1939年
1932年1月1日，在时任舰长、海军中校韦尔纳·格拉斯曼的带领下，埃姆登号从训练监察局转配至海军少将康拉德·阿布雷希特麾下的侦察部队。在此期间，舰只参加了侦察部队的训练演习，包括8月至9月举行的年度舰队演习。它还参加了一次驶入大西洋的舰队训练巡航，期间曾连同轻巡洋舰莱比锡号一起造访了丰沙尔和拉斯帕尔马斯。埃姆登号于1933年4月1日除役，以进行大规模的改装，其中包括用燃油锅炉替换原有的四台燃煤锅炉。两座烟囱缩短了约2（79英寸），而无线电发射器的斜桁则安装在后烟囱上。1934年9月29日复役后，未来的纳粹德国海军总司令、时任海军中校的卡尔·邓尼茨接过舰只的指挥权。此时，它返回训练监察局并恢复了远洋巡航。首次这样的航行于11月10日开始，经停点包括有圣克鲁斯-德拉帕尔马、开普敦、东伦敦、葡屬東非的阿梅利亚港、肯尼亚的蒙巴萨、塞舌尔的维多利亚、亭可马里和科钦。而在返程的途中，它则经行苏伊士运河进入地中海，并先后造访了亚历山大港、卡塔赫纳、蓬塔德爾加達、里斯本和维戈，然后于1935年6月12日回到威廉港外围的希利希锚区驻泊。

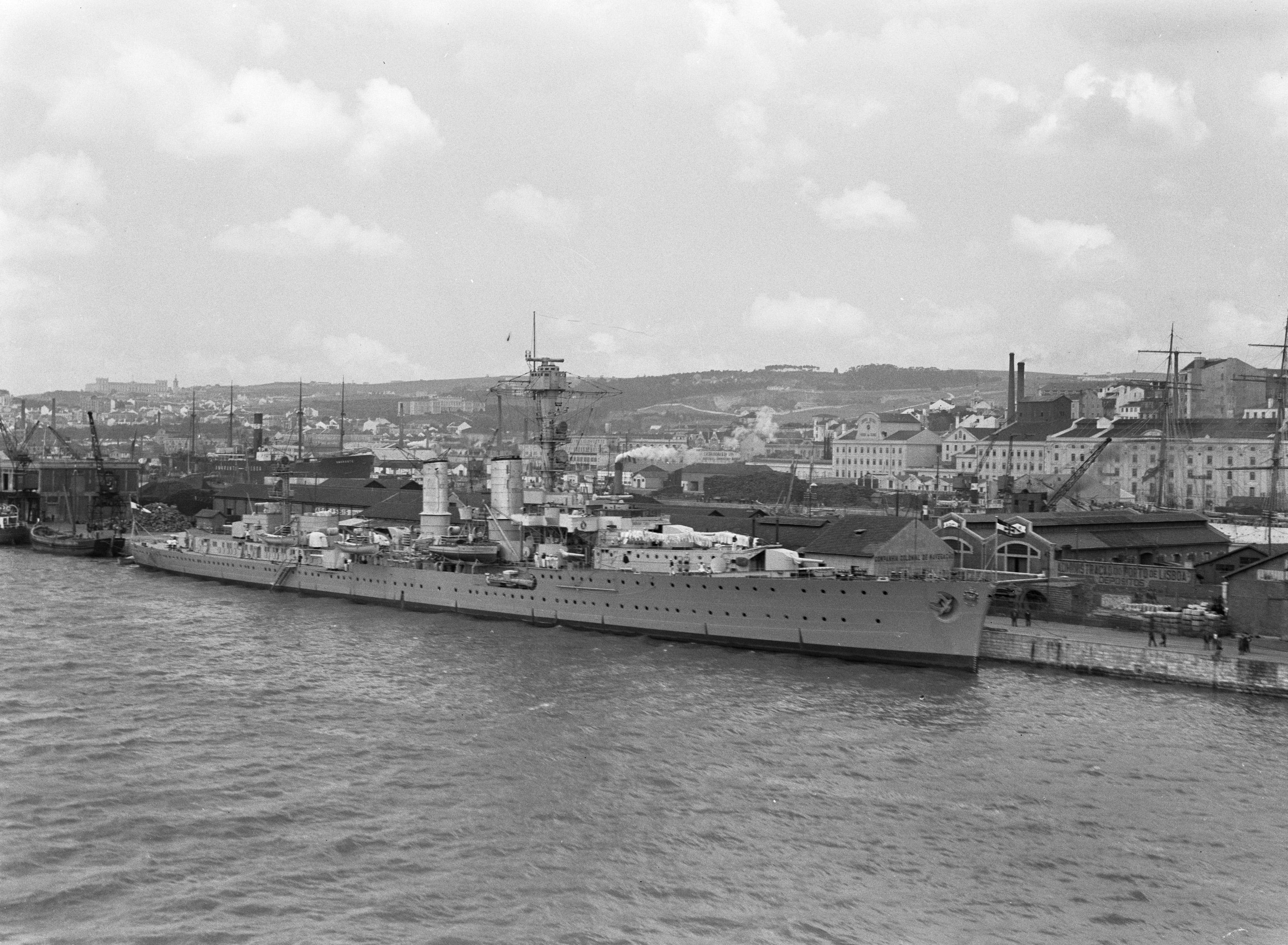
埃姆登号于1935年在里斯本

10月23日，埃姆登号在新任舰长、海军上校约翰内斯·巴赫曼的率领下展开了其第六次大规模训练巡航，前往美洲。它经由亚速尔群岛横渡大西洋，游历了西印度群岛并到访委内瑞拉，直至12月25日通过巴拿马运河前往厄瓜多尔的瓜亚基尔。然后，它向北驶至危地马拉的圣何塞港，继而去往美国俄勒冈州的波特兰，接着横渡至夏威夷。从那里，它回到中美洲，穿越巴拿马运河，造访西印度群岛的更多岛屿，然后巡航至北美东海岸，并在巴尔的摩和蒙特利尔停留。自此，该舰再次穿越大西洋，经由西班牙的蓬特韦德拉返回德国，至1936年6月11日抵达。同年8月，巴赫曼的职务由海军上校瓦尔特·洛曼接任。下一次大型训练巡航于10月10日开始；埃姆登号航行至地中海，造访了撒丁岛的卡利亚里，又经过达达尼尔海峡到达伊斯坦布尔，继而穿越博斯普鲁斯海峡去往黑海。在那里，它曾经停于保加利亚的瓦尔纳，然后返回地中海并穿行苏伊士运河。舰只在去往东亚的途中曾在英属锡兰停留，并从那里造访了泰国、中国和日本的数个港口。返程途中，它又先后在荷属东印度的巴东和印度的孟买经停。另一次穿越苏伊士运河的航行使舰只回到了地中海；它于1937年4月15日在西班牙的阿尔赫西拉斯稍作停留，并于三天后通过英吉利海峡，于19日抵达德国福斯拉普，并最终于4月23日驶入威廉港。
埃姆登号于1937年10月11日开始了其第八次重大巡航，在海军中校利奥波德·比尔克纳的指挥下离开威廉港去往地中海。在那里，它加入了西班牙内战期间为执行武器禁运而被派往当地担任非干预巡逻的德国海军部队。从10月16日至18日，埃姆登号在当地逗留了数日，然后继续穿越苏伊士运河进入印度洋。它在印度洋的多个外国港口停留，包括意屬厄立特里亞的马萨瓦、英属锡兰的科伦坡、印度的莫尔穆加奥，以及荷属东印度的勿老湾和泗水。在返回地中海后，舰只于1938年3月14日至21日曾短暂地重返西班牙海岸附近的非干预巡逻。然后它继续前往阿姆斯特丹，并最终于4月23日返抵威廉港。
6月，海军上校保罗·韦弗接替比尔克纳的职位，为7月26日开始的下一次大规模巡航做准备。埃姆登号先是向北航行至挪威，然后穿过北大西洋到冰岛，并在雷克雅未克停留，继而往南转向亚速尔群岛和百慕大群岛。它于8月30日至9月3日在哈密尔顿停留；事实证明这是一次不受欢迎的到访，因为时值苏台德危机期间，国际舆论已明显转向反对纳粹德国。为此，原定对古巴哈瓦那的访问计划被取消，埃姆登号被召回德国。在返回威廉港的途中，它于9月10日至15日在丰沙尔经停，然而在他抵达之前，《慕尼黑協定》的签署解除了危机，国际紧张局势的缓和使埃姆登号得以继续开展训练巡航。舰只遂转向南行进入地中海，随后又进入黑海。它于10月19日至23日期间在伊斯坦布尔参加了首任土耳其总统穆斯塔法·凯末尔·阿塔图尔克的葬礼。之后，埃姆登号经由罗得岛和维戈返回德国，于12月16日抵达威廉港。从1939年3月29日至4月15日，埃姆登号被用作渔业保护船。在此期间，它曾到访雷克雅未克。至5月，韦弗离舰，他的职位由海军上校韦尔纳·朗格接任。

### 二战
随着第二次世界大战于1939年9月爆发，埃姆登号于9月3日同几艘轻巡洋舰和驱逐舰一起，在北海的德国沿岸附近布设了一个防御雷区。该屏障横跨德意志湾，从荷兰海岸一直延伸至日德兰半岛；目的是保护西墙向海的侧翼。埃姆登号与另外五艘轻巡洋舰——纽伦堡号、莱比锡号、科隆号和柯尼斯堡号，以及十六艘驱逐舰共同执行了是次任务。在布设了第一批水雷后，它返回威廉港重新补给水雷。在埃姆登号泊港期间，由十架布倫亨式轟炸機组成的英国部队于9月4日袭击了港口；市内的德国高射炮手击落了五架轰炸机中的四架，其中一架在无意中撞向舰只。撞击事故中，埃姆登号共有9人死亡、20人负伤；他们因此成为了战争期间德国舰队的首批伤亡人员。随后，埃姆登号被调往波罗的海，担负通商保护的职责。它于12月2日至1940年1月3日返回威廉港进行定期维护，之后恢复了训练职责。在船厂期间，一副消磁线圈被安装在水线上方，以保护舰只免受磁性水雷的伤害；而舰只的防空武器也得到加强。工作完成后，埃姆登号于1939－1940年冬季重返培训岗位。

#### 威悉演习行动

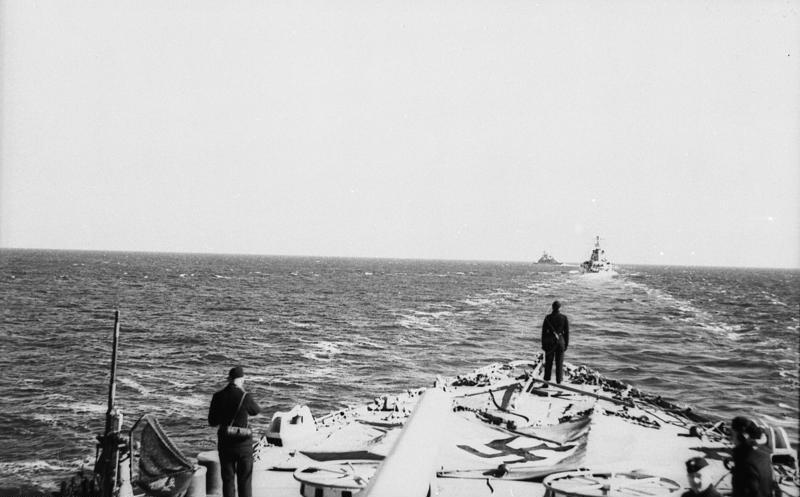
埃姆登号的甲板视角，它于1940年4月8日跟随布吕歇尔号及吕措号之后驶往奥斯陆

随着德国以“威悉演习行动”为代号集结兵力入侵挪威，埃姆登号被分配至行动的第5组，任务是夺取奥斯陆。它于3月12日在斯维内明德、即该组开始组建时入编。这一部队还包括有旗舰——重巡洋舰布吕歇尔号和吕措号、三艘鱼雷艇以及八艘R式扫雷艇（R艇）。4月5日夜晚，埃姆登号与布吕歇尔号进行了探照灯训练，为夜间行动做准备。翌日，埃姆登号在斯维内明德接载了600名士兵和他们的装备，然后前往基尔外围的施特兰德湾，那里是入侵舰队的集结点。4月8日03:00，第5组离开施特兰德湾驶向奥斯陆峡湾，至午夜时分抵达。
到达峡湾附近后，埃姆登号将350名士兵转移至R艇，让他们上岸。然而，出其不意的效果消失了，并且在进入峡湾的狭窄区域后发生的德勒巴克湾海战期间，布吕歇尔号在与奥斯卡斯堡要塞的交火过程中被击沉。在德国人中断袭击之前，吕措号也遭到了破坏。失去布吕歇尔号之后，埃姆登号和吕措号将更多的士兵从峡湾派遣上岸，以便他们从后方攻击海岸防御。随着地面部队发动攻击，埃姆登号和吕措号于15:55驶近至奥斯卡斯堡要塞，并开始提供火力掩护。随后，德国人于4月9日与其它挪威部队达成了投降条件。埃姆登号遂于4月10日上午进入奥斯陆港，此后作为协调陆、海、空三军行动的联合通讯中心使用。它于4月24日被解除了这一职能，但仍然停留在奥斯陆直至6月7日。在此期间，海军总司令、海军元帥埃里希·雷德尔曾于5月17日登舰视察。埃姆登号于6月8日返抵斯维内明德，并在那里恢复了培训职责。

#### 波罗的海行动
从11月7日至1941年2月15日，埃姆登号在旱坞进行保养维护。9月，它被分配至以新入役的提尔皮茨号战列舰为核心的波罗的海舰队（Baltenflotte）；该部队的任务是阻止苏联海军离开波罗的海。埃姆登号和莱比锡号是南部集群的核心，基地设在利鲍。舰队只是临时驻扎了一段时间，当苏联舰队留港的情况变得明朗后，德国波罗的海舰队便解散了。9月16日，埃姆登号、莱比锡号以及三艘鱼雷艇在达戈岛附近行动；这些舰只遭到苏联岸基炮台的炮火袭击，但没有受损。由四艘苏联鱼雷艇组成的编队对德国舰群发动的攻击也以失败告终。9月26日至27日，埃姆登号再次对在斯沃贝半岛作战的德国军队提供火炮支援。27日晚些时候，该舰被转移至戈滕哈芬。它于1941年11月被分配至舰队新组建的训练部队，并在战争剩余的日子里都隶属该部队。从1942年6月至11月，舰只在威廉港完成彻底检修，然后于11月7日返回戈滕哈芬。雷德尔在返回戈滕哈芬的旅程中再次登舰；这也是他在辞职之前最后一次视察军舰。
在1942年大修后的海试期间，埃姆登号的航速仅能达到26.9節（49.8每小時），显著低于其原始最高速度。在那时，舰只已经服役了16年，却保留了原有的发动机。尽管需要更换发动机，但战争形势却使得相关工作无法开展，埃姆登号只得继续坚持服役。埃姆登号平安无事的度过了1943年，但它的防空武器于这年得到加强，其中包括安装了105（4.1英寸）炮和两门40（1.6英寸）博福斯炮。1944年底，舰只参加了在斯卡格拉克海峡的两次布雷行动，第一次是在9月19－21日，第二次是在10月5－6日。由于盟军对布雷行动的空袭频率越来越高，相关行动至10月下旬被全部取消。在这年剩余的时间里，它在波罗的海的护航船队中占据了一席之地。1944年11月1日，埃姆登号曾协助搁浅的巡洋舰科隆号松脱。埃姆登号自己则于12月9日在奥斯陆峡湾搁浅，但得以在次日重新浮起。它于12月23日离开奥斯陆，前往柯尼斯堡进行维修，并于两天后抵达。
进入希肖工厂的旱坞后，埃姆登号的武器遭到移除，维修工作以悠闲的速度展开。1945年1月，当苏联军队进军这座城市时，它仍在那里等待维修完成。1月23日，海军总司令部指示该市的所有海军部队撤离。埃姆登号遂重新安装了武器，并接载保罗·冯·兴登堡及其妻子的遗体上舰，这些遗体是为了防止落入前进的苏联军队之手而被挖掘出来的。在数艘破冰船的拖曳下，埃姆登号将遗体运送至皮劳，然后转移至客轮比勒陀利亚号。在皮劳，埃姆登号的发动机恢复了正常运作，但仅有其中一幅螺旋桨可供使用。然后，舰只以最快的速度向基尔驶去，至2月6日抵达。在那里，它进入德意志船厂的旱坞进行维修。
在德意志船厂期间，埃姆登号遭到了持续不断的空袭。3月11日的一次空袭中，燃烧弹点燃了舰只的前甲板和左舷鱼雷发射器。4月3日的另一次袭击则命中了舰只的前部烟囱，并将之摧毁。4月9日至10日夜间，盟军的一次轰炸行动对驻泊在基尔的军舰造成了严重破坏；重巡洋舰希佩尔将军号和舍尔将军号都被炮弹摧毁，埃姆登号也因舰艉附近的一次近距脱靶而轻微受损。此外，4月13日还造成了更为严重的破坏，以至于它于翌日清晨便被拖曳至海肯多夫湾。埃姆登号已有15度的左倾，但船员们设法将舰体密封，阻挡了进水。为了防止沉没，它被拖至浅滩中搁浅，并于1945年4月26日退役。而为了防止它被前进中的盟军俘虏，其船员于5月3日，即二战欧洲战事结束的前几天，用炸药炸毁了舰只。其残骸于接下来的五年中在原地拆解报废。其舰艏饰则被保留了下来，如今陈列于慕尼黑的德意志博物馆内。